# نیروی زمینی مصر
نیروی زمینی مصر (القوات البریة المصریة) شاخه جنگ زمینی (و بزرگترین شاخه خدماتی) نیروهای مسلح مصر است. تا زمان اعلام جمهوری و لغو سلطنت در ۱۸ ژوئن ۱۹۵۳، این نیرو به عنوان ارتش سلطنتی مصر شناخته می‌شد.
ارتش مدرن در زمان سلطنت محمدعلی پاشا (۱۸۰۵-۱۸۴۹) که به طور گسترده "بنیانگذار مصر مدرن" شناخته می‌شود، تأسیس شد. مهمترین درگیری‌های آن در قرن بیستم در پنج جنگ مصر با اسرائیل (در سال‌های ۱۹۴۸، ۱۹۵۶، ۱۹۶۷، ۱۹۶۷-۱۹۷۰ و ۱۹۷۳) بود که یکی از آنها، بحران سوئز در سال ۱۹۵۶، شاهد نبرد آن با ارتش‌های بریتانیا و فرانسه نیز بود. نیروی زمینی مصر همچنین به شدت در جنگ داخلی طولانی مدت شمال یمن و جنگ کوتاه مصر و لیبی در ژوئیه ۱۹۷۷ درگیر بود. آخرین درگیری بزرگ آن عملیات طوفان صحرا، آزادسازی کویت از اشغال عراق در سال ۱۹۹۱ بود که در آن نیروی زمینی مصر دومین گروه بزرگ نیروهای متفقین را تشکیل می‌داد.
نیروهای زمینی مصر تحت فرماندهی مستقیم رئیس ستاد کل نیروهای مسلح هستند. تا سال ۲۰۲۳، نیروی زمینی مصر حدود ۳۱۰،۰۰۰ نفر نیرو دارد که تقریباً ۹۰،۰۰۰ تا ۱۲۰،۰۰۰ نفر از آنها حرفه‌ای و بقیه سرباز وظیفه هستند. ۳۷۵،۰۰۰ نیروی ذخیره دیگر نیز در این نیرو وجود دارد. نیروی زمینی مصر برای تسلیح‌سازی خود از محصولات شرق، غرب و تولید داخل استفاده می‌کند.